# Edafon
Edafon predstavljajo rastlinski in živalski organizmi, ki živijo v tleh ali v okoljih podobnih zemlji (kompostih, trohljivih dablih, med organskimi odpadki,ipd)
Ločimo štiri velike skupine takšnih organizmov:
- Mikrobioti so najpomembnejši člen med rastlinskimi ostanki in talnimi živalmi.
- Mezobioti so manjše ličinke žuželk,pršice,ipd
- Makrobioti so nekatere žuželke in njihove ličinke, stonoge, ipd
- Megabioti so večje žuželke, korenine, deževniki, vretenčarji,ipd

Vsi makrobioti in megabioti so pomembni za mešanje tal in ustvarjanje njihove strukture. Edafon ima veliko vlogo pri razkroju mrtvih rastlinskih in živalskih ostankov.

## Vir
- Hluszyk,Halina,et.al,Slovar ekologije, DZS, Ljubljana, 1998